# Первый канал (Россия)
«Пе́рвый кана́л» — общероссийский федеральный телеканал. Вещает с 1 апреля 1995 года круглосуточно из Москвы, из телецентра «Останкино» (АСК-1). Позиционируется как главный телеканал страны. Помимо территории России, вещание «Первого канала» распространяется за пределы страны (международная версия — «Первый канал. Всемирная сеть»). Член Европейского вещательного союза до 26 февраля 2022 года.
Телеканал был основан 24 января 1995 года под названием «Общественное российское телевидение» (ОРТ) и начал вещание 1 апреля 1995 года на частоте «1-го канала Останкино». Наименование «Первый канал» получил 2 сентября 2002 года. С 1 июня 2011 года канал перешёл на формат 16:9, с 24 декабря 2012 года осуществляется вещание в формате HD. С 14 июня по 15 июля 2018 года впервые в истории российского телевидения провёл тестовое вещание в формате сверхвысокой чёткости Ultra HD со звуковым сопровождением пространственного звучания Dolby Atmos.
«Первый канал» смотрит до 98 % населения России, как минимум с 2009 года канал является ведущим источником новостей. 82 % населения России предпочитают данный телеканал другим источникам.
Основными конкурентами «Первого канала» являются телеканалы «Россия-1» и «НТВ». По состоянию на 2015 год на канале работало 2443 сотрудника.
Находится под санкциями Европейского союза, США, Канады и Украины.

## История

### ОРТ (1995—2002)

Первый логотип ОРТ, использовавшийся с 1 апреля по 30 сентября 1995 года

Телеканал ОРТ был создан указом Бориса Ельцина № 2133 от 29 ноября 1994 года как замена 1-му каналу телерадиокомпании «Останкино», к началу 1990-х переживавшей глубокий кризис. Финансирование канала было организовано по схеме «частный капитал плюс государство», одним из инициаторов которой был Борис Березовский. Акционерное общество «Общественное российское телевидение» (ОРТ) было создано 24 января 1995 года РГТРК «Останкино» и акционерным обществом Березовского «ЛогоВАЗ», дочерняя компания которого «ЛогоВАЗ-Пресс» размещала небольшую часть рекламы на 1-м канале. 51% капитала телекомпании получили различные государственные организации: Госкомимущество, сама РГТРК «Останкино», Телевизионный технический центр и ИТАР-ТАСС, а 49% — частные компании, в том числе 3% капитала получила Ассоциация независимых телекомпаний, объединявшая производителей передач для РГТРК «Останкино».
Разработкой концепции, сетки вещания и творческих проектов ОРТ занимались, в числе прочих, Владислав Листьев, который возглавил телеканал (с 25 января 1995 года), и Константин Эрнст. Одним из первых решений Листьева стал временный мораторий на рекламу до разработки новых этических норм — вынужденная мера для устранения последствий недальновидной рекламной политики «Останкина», а также способ привлечь новую аудиторию. 1 марта 1995 года Владислав Листьев был убит в подъезде своего дома. Тем не менее, 1 апреля 1995 года ОРТ начал вещание без рекламы. Вскоре также РГТРК «Останкино» потеряла влияние на телекомпанию.

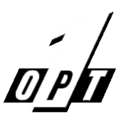
Второй логотип ОРТ с 1 октября 1995 по 31 декабря 1996 года

После смерти Листьева телеканал возглавляли Сергей Благоволин (март 1995 — сентябрь 1997), Ксения Пономарёва (октябрь 1997 — август 1998), Игорь Шабдурасулов (октябрь 1998 — сентябрь 1999). В этот период телеканал оказался вовлечён в ряд политических противостояний, включая президентские выборы 1996 года, выборы в Госдуму III созыва и выборы президента в 2000 году. В освещении второй чеченской войны ОРТ резко критиковал российские власти, что привело к конфликту между Березовским, под контролем которого были все негосударственные акции, и новым руководством страны. Итогом стала продажа 49% акций более лояльному Роману Абрамовичу.
В октябре 1999 года генеральным директором ОРТ стал Константин Эрнст, с 1995 года занимавший пост генерального продюсера. До назначения Александра Файфмана генеральным продюсером в июле 2001 года Эрнст совмещал обе должности. 2 сентября 2002 года ОРТ сменил название на «Первый канал».

#### Телепроекты

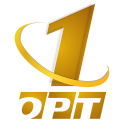
Третий логотип ОРТ с 1 января 1997 по 30 сентября 2000 года

- В 1995—1997 годах ОРТ выпускал «Русский проект», спродюсированный Эрнстом и снятый режиссёром Денисом Евстигнеевым по сценарию Петра Луцика. В рамках проекта вышли два сезона социальных роликов, рассказывающих об универсальных ценностях и затрагивающих общие для жителей страны проблемы. Роли в роликах исполнили Никита Михалков, Нонна Мордюкова, Зиновий Гердт, Вахтанг Кикабидзе и другие известные актёры. «Русский проект» стал визитной карточкой телеканала на многие годы и самой узнаваемой социальной рекламой в современной России[26][27].
- В новогоднем эфире ОРТ 31 декабря 1995 года прошла премьера «Старых песен о главном», авторами идеи и продюсерами которых выступили Константин Эрнст и Леонид Парфёнов. Формат мюзикла с известными эстрадными артистами, исполняющими песни прошлых лет, оказался успешным, и сиквелы, действие которых переносилось в разные эпохи советской истории, стали знаковыми телевизионными событиями в 1996, 1997 и 2000 годах[28][29][30].
- В числе популярных шоу, выпущенных ОРТ по медиафраншизам в 1990-х — начале 2000-х годов, были «Угадай мелодию» с Валдисом Пельшем (Name That Tune), «Кто хочет стать миллионером?» с Максимом Галкиным (Who Wants To Be a Millionaire?), шоу «Слабое звено» (The Weakest Link)[31], «Фабрика звёзд» (Star Academy)[32], реалити-шоу «Последний герой», первый сезон которого вёл Сергей Бодров-младший (Survivor). Среди собственных телепроектов — авторская передача Александра Солженицына[22], дискуссионное шоу «Один на один» с Александром Любимовым, вернувшаяся в телеэфир передача «Здоровье», ведущей которой стала Елена Малышева. В 1998 году дирекцию детских программ ОРТ возглавил Сергей Супонев, под началом которого телеканал запустил более десятка популярных детских программ и стал первым по объёму детского вещания в стране[29][33]. Многие годы сохраняло популярность ток-шоу Андрея Малахова, запущенное в 2001 году как «Большая стирка» и впоследствии носившее названия «Пять вечеров», а затем — «Пусть говорят»[30][34].
- В декабре 2001 года ОРТ транслировал первую «Прямую линию с Владимиром Путиным», автором идеи которой неоднократно назвали главу телеканала Константина Эрнста (некоторые журналисты также приписывали соавторство главе ВГТРК Олегу Добродееву)[35][36].

#### Прочее
- В 1997 году ОРТ учредил сразу несколько компаний, которые специализировались на производстве, издании и дистрибуции кинофильмов, телепередач и музыки. Под брендом «ОРТ-Концерта» проводились концерты и выходили их телевизионные версии. «ОРТ-Видео» (со 2 сентября 2002 года — «Первая видеокомпания») выпускала на видеокассетах, а затем — DVD-дисках кинофильмы, телепрограммы, сериалы и музыкальные клипы[37][38]. Музыкальный издатель «ОРТ-Рекордс» за год после создания занял 30 % легального рынка аудиозаписей в России. Компания работала с Кристиной Орбакайте, группами «Сплин» и «На-На»[39][40]. Рекламные ролики трёх компаний часто появлялись в межпрограммном пространстве телеканала[39] до 2000 года. В октябре 2011 года «Первая видеокомпания» объявила о своём банкротстве[41].

### Первый канал (с 2002)
2000-е годы стали периодом стремительного роста рекламного рынка, и «Первый канал», доступный во всех населённых пунктах страны, был одним из главных бенефициаров этого процесса. После экономических пертурбаций 1990-х годов телеканал начал приносить прибыль. К началу 2010-х годов «Первый» занимал первое место по рекламным доходам среди всех российских телеканалов: на него приходилось свыше 20,5 % телерекламы в стране в денежном выражении.
В отличие от Березовского, Роман Абрамович не оказывал влияния на политику канала, а принадлежавшими ему акциями голосовали юристы телеканала или сам генеральный директор. Независимость и финансовая устойчивость позволяли «Первому» покупать множество телесериалов и шоу по иностранным франшизам, экспериментировать с форматами, выпускать в эфир творческие проекты и немассовое кино.

#### Телепроекты
Вторая половина 2000-х — первая половина 2010-х стали для «Первого канала» временем экспериментов с контентом с целью привлечь к телесмотрению молодую аудиторию, которая перешла с ТВ в интернет.
- С 2007 по 2013 год на «Первом» выходила передача о кино «Закрытый показ» с Александром Гордоном[23], которая знакомила зрителей с артхаусом и фестивальными кинолентами, которые после показа обсуждали гости в студии[42]. В разные годы в «Закрытом показе» были представлены «Груз 200» и «Кочегар» Алексея Балабанова, «Изображая жертву» и «Юрьев день» Кирилла Серебренникова, «Волчок» Василия Сигарева, «Все умрут, а я останусь» Валерии Гай-Германики и «Жила-была одна баба» Андрея Смирнова. В октябре 2021 года, спустя 8 лет после закрытия, передача вернулась в вечерний эфир канала[45][46].
- В 2008 году «Первый» запустил два развлекательных шоу, вместе с которыми на телеканал пришёл новый юмор:  «Прожекторперисхилтон» с Иваном Ургантом, Сергеем Светлаковым, Гариком Мартиросяном и Александром Цекало и шоу пародий «Большая разница», ведущими которого стали Ургант и Цекало[47]. В 2012 году Ургант ушёл в собственное развлекательное шоу в прайм-тайме «Первого канала» — «Вечерний Ургант»[23].
- Параллельно в 2008 году в вечернем и ночном эфире «Первого» стартовал проект «Городские пижоны», основу которого составили популярные иностранные телесериалы, отобранные на основе интересов молодой аудитории и запросов в интернете, а также документальные фильмы об искусстве и культуре. В рамках проекта «Первый» показал «Офис», Californication, «Грязные мокрые деньги», «Шерлока», «Подпольную империю», «Карточный домик», «Перевозчика», «Фарго» и другие сериалы. «Пижоны» стали успешным проектом, который заметно опережал по рейтингам вечерний эфир других федеральных каналов[48][49].

Эксперименты оправдали себя: за несколько лет число молодых зрителей «Первого канала» заметно выросло, и в 2012 году телеканал перешёл с продажи рекламы на аудиторию «старше 18 лет» (значительную часть которой составляли пожилые телезрители) на более привлекательный для рекламодателей диапазон 14—59 лет. В 2012—2013 году канал начал развивать интернет-вещание: запустил канал на YouTube, собственный онлайн-кинотеатр, разместил на сайте видеоплеер и архив передач.
Многие шоу, запущенные «Первым» в конце 2000-х — 2010-х годах, продолжили выходить и в 2020-х: это ледовое шоу «Ледниковый период» (с 2007 года, в 2006 году программа называлась «Звёзды на льду»), телепередача о моде и стиле «Модный приговор», ведущими которой были кутюрье Вячеслав Зайцев и искусствовед Александр Васильев (с 2007 года), авторская программа Владимира Познера (с 2008 года), «Давай поженимся!» (с 2008 года), передача о здоровье «Жить здорово!» с Еленой Малышевой (с 2010 года), ток-шоу «Сегодня вечером» (c 2012 года) и вокальное телешоу «Голос» (российская версия The Voice). Последнее выходит с 2012 года, с 2014 года его дополнила детская версия «Голос. Дети» (The Voice Kids), с 2018 — «Голос. 60+» (The Voice Senior) для более возрастных конкурсантов.
С 2014 года телеканал увеличил время на политическое вещание: появилось политическое ток-шоу «Время покажет». Позднее к нему добавилась аналогичная по содержанию телепередача «Большая игра».

#### События
- «Первый канал» популяризовал в России международный музыкальный конкурс «Евровидение»[57], а в 2009 году стал его организатором в России[58]. Так, «Первый» взял на себя 70 % расходов на проведение конкурса в Москве[59]. Согласно данным службы телеизмерений канала, прямая трансляция «Евровидения-2009» на «Первом канале» набрала в Москве долю в 73 % — такой процент горожан, смотревших в этот момент телевизор, были зрителями «Первого»[60].
- Константин Эрнст и команда телеканала продюсировали церемонии открытия и закрытия Олимпийских игр в Сочи. События на сочинском стадионе «Фишт» получили восторженные отзывы международных комментаторов, которые оценили работу с культурным наследием России[61]. Церемонии открытия и закрытия транслировали «Первый канал» и телеканал «Россия-1», причём аудитория церемонии на «Первом» вдвое превысила показатель «России-1»[62].
- На время проведения в России чемпионата мира по футболу 2018 года «Первый канал» запустил специально созданный спутниковый канал «Первый 4К», где все матчи мундиаля транслировались в формате сверхвысокой чёткости с использованием технологии пространственного звучания Dolby Atmos[63][64].

## Доля телесмотрения и целевая аудитория канала
Целевой аудиторией канала являются все телезрители в возрасте от 14 до 59 лет. В 2002 году среднесуточная доля аудитории «Первого канала» составляла 29,9 % — то есть среди всех зрителей, которые смотрели телевизор, 29,9 % выбирали программы «Первого канала», в 2003 — 26,9 %, в 2006 — 21,9 %, в 2009 — 19,6 %, в 2010 — 18,4 %, в 2011 — 17,4 %.
Среднегодовые значения доли аудитории «Первого канала» с 2000 по 2012 год
|               | 2000 | 2001 | 2002 | 2003 | 2004 | 2005 | 2006 | 2007 | 2008 | 2009 | 2010 | 2011 | 2012 |
| ------------- | ---- | ---- | ---- | ---- | ---- | ---- | ---- | ---- | ---- | ---- | ---- | ---- | ---- |
| Показатели, % | 26.9 | 27.6 | 28.8 | 25.6 | 25.7 | 23.0 | 21.2 | 20.9 | 20.8 | 18.9 | 17.9 | 16.8 | 13.7 |

Таким образом, за период 2000—2012 гг. аудитория снизилась почти в два раза — с 26,9 % до 13,7 %. Несмотря на это, в 2012 году среди всех зрителей старше четырёх лет «Первый канал» в сутки смотрело около 28 миллионов человек. В эти годы по доле телесмотрения канал занимал первое место (кроме 2012 года — тогда первое место по итогам года занял канал НТВ).
По данным TNS Russia в мае 2013 года среди зрителей возраста «Все 25—54» среднесуточная доля составляла 25,5 миллионов человек. Показатели средней доли общероссийской аудитории равнялись 14,6 %.
По итогам 2014 года среди всех жителей крупных городов, с населением более ста тысяч человек, старше четырёх лет канал смотрели 14,5 % зрителей. 31 декабря 2014 «Первый» собрал наибольшую аудиторию — за эфирный день его смотрели 20,9 % телезрителей.
В 2015 году доля среднегодовой аудитории по зрителям старше 18 лет равнялась 14,3 %, в 2016 году — 13,3 % (в категории «Все 4+» — 12,7 %). По целевой аудитории «Все 14—59» показатели составляли 12,6 % и 11,6 % соответственно. Самыми просматриваемыми программами были: новогоднее обращение президента, которое смотрели 13,7 % телезрителей, военный парад 9 Мая (12,1 %), выпуск новостей после парада (11,9 %), и шоу талантов «Лучше всех!» (10,8 %). В 2016 году «Первый канал» впервые с 2012 года уступил лидерство по телесмотрению — первое место занял «Россия-1».
По информации Mediascope среднесуточная доля аудитории по итогам 2017 года среди всех зрителей старше четырёх лет составляла 12,1 %. В целевой категории «Все 14—59» эти данные равнялись 10,8 %.
В 2018 году рейтинг канала составлял 10,5 %. В 2019 году в крупных городах с населением более 100 тысяч человек, в категории «Все 4+» «Первый» смотрели 10,4 % зрителей, а в целевой «Все 14—59» — 8,7 %.
В 2020 году телеканал пятый год подряд занял второе место по популярности среди всех зрителей старше четырёх лет. По всей России его рейтинг составил 10,1 %, по крупным городам — 10,6 %; по зрителям старше 18 лет — 10,7 % и 11,0 %, а в возрасте 14-59 лет — 8,7 % и 9,1 % соответственно.
31 декабря 2020 года «Первый канал» смотрели 5,2 миллиона человек в сутки. За первые 11 месяцев 2021 года его рейтинг составлял 1,48 %, а доля аудитории — 9,77 % зрителей.

## Акционеры, руководство, финансовые показатели

### Финансовая история
В отличие от полностью государственного ВГТРК, на протяжении большей части своей истории «Первый канал» не полагался на госфинансирование. Регулярно ОРТ, а затем «Первый» получал только субсидии на оплату услуг ФГУП РТРС по распространению в городах с населением менее 100 тысяч человек, а господдержку на производство контента канал получил всего трижды: 3,5 млрд в 2014 и по 3 млрд в 2017 и 2019. В тот же период ВГТРК выделялось по 25—26 млрд рублей ежегодно.
Вплоть до 2014 года «Первый» получал большие доходы на растущем рекламном рынке и инвестировал в заказ пилотных эпизодов сериалов, покупку прав на зарубежные форматы телешоу, ставил в эфир неформатные продукты и даже артхаус. Кризис, спровоцированный международными санкциями, в совокупности с большими расходами на права на спортивные трансляции, художественный контент и новостное вещание, которое даже в прайм-тайм выходило без рекламных вставок, сильно ударили по финансовому благополучию телеканала, и «Первый» начал накапливать долги, сумма которых к 2018 году достигла 20 млрд рублей.
Консультанты из PwC, приглашённые телеканалом, оценили необходимые для финансового оздоровления «Первого» субсидии в 6,5 млрд рублей в год в 2018—2021 и по 5 млрд в 2022—2025, однако искомую поддержку канал получил только в 2020. По итогам того года «Первый» впервые с 2013 года показал чистую прибыль, которая составила 6,3 млрд рублей (в 2013 — 2,7 млрд). Также в 2020 году для повышения финансовой устойчивости телеканала власти приняли решение отказаться от контрольного пакета и сократить свою долю с 51 % до 34 %.

### Акционеры
На 2022 год частными акционерами «Первого канала» являются банк ВТБ (32,89 %), «Национальная медиа-группа» (19,46 %) и страховая компания «Согаз» (13,42 %). Государство владеет 34,23 % и имеет «золотую акцию».

## Слоганы
- «Это — Первый!» — 1995 год[87].
- «Новый год приходит с ОРТ!» — Новогодние праздники 1995—1996, 1997—1998, 2000—2001, 2001—2002[88].
- «ОРТ — Мечты сбываются!» — Новогодние праздники 1999—2000.
- «Первый? Посмотрим!» — с 1999 по 2003 год.
- «Первый пошёл», «Первый на связи» — промокампания по смене названия канала с «ОРТ» на «Первый канал» — август-октябрь 2002 года.
- «Первый покажет» — с 2003 по 2005 год[89].
- «Первый рядом» — с 2005 по 2006 год[90].
- «Формула Первого», «Нас не догонят!» — с 2006 по 2007 год[91][92].
- «Команда Первого. Асы эфира» — с 2007 по 2009 год[93][94].
- «Шанс на свежее телевидение», «Право на свежее телевидение», «Пора свежего телевидения», «Время свежего телевидения» — с 2009[95] по февраль 2011 года.

## Вещание
Эфирное аналоговое вещание осуществлялось по системе цветного телевидения SECAM до 14 октября 2019 года: в формате 14:9 — для обычной антенны и кабельных аналоговых сетей и в формате 16:9 — для цифрового и спутникового вещания (до 1 июня 2011 года вещание происходило в формате 4:3).
С ноября 2003 года канал частично перешёл на стереовещание. C 2008 года телеканал имеет собственное интернет-вещание.
1 июня 2011 года «Первый канал», первым из федеральных каналов России перешёл в формат вещания 14:9 (для аналогового эфирного и кабельного вещания) и 16:9 (для цифрового спутникового, кабельного и эфирного вещания). «Первый канал» входит в первый мультиплекс цифрового телевидения России.
С 24 декабря 2012 года осуществляется вещание в формате высокой HD чёткости (орбита «Первый канал» (Московское время) +0) и многоканальным звуком Dolby Digital 5.1 (только при показе кинопродукции).
С 16 декабря 2013 года «Первый канал» доступен в формате HD (орбита 3 (Красноярское часовое время) +4). Также имеет официальное интернет-вещание со скрытыми субтитрами в формате HD (орбита «Первый канал» (Московское время)+0), доступное только для жителей европейской части РФ (Московское время +0 −1), для стран Европы и Ближнего Востока (МСК-2 часа/-3 часа), Украины (МСК-1 час/-2 часа).
Помимо версии для московского часового пояса, «Первый канал» имеет десять временных дублей для вещания на восточные и западные регионы России, транслируемых через спутник. В силу наличия дублей в вещании канала имеются случаи, когда некоторые передачи в случае смерти известных людей, появления в сетке вещания внеплановой политической или спортивной прямой трансляции или же каких-либо ЧП оперативно снимаются с эфира в европейской части России, но при этом показываются на других дублях в азиатской части России. Также, в случае объявления регионального (не общегосударственного) траура, независимо от региона траура, оперативные изменения вносятся в сетку вещания для европейской части России.

### Первый канал. Всемирная сеть
Вещанием «Первого канала» за рубежом с 1999 по 2002 год занималось ЗАО «ОРТ-Международное», а с 2002 года по сей день — ЗАО (с 12 января 2017 года — АО) «Первый канал. Всемирная сеть», чьё вещание охватывает весь мир.

### Спутниковое вещание
Спутниковое вещание осуществляется в пакетах «НТВ-Плюс», «Триколор ТВ», «Телекарта», «Спутниковое МТС ТВ», GlobeCast, и спутниковых операторов: Azerspace-1.

### Вещание в «Одноклассниках»
С 28 января 2019 года «Первый канал» начал транслировать свой прямой эфир в «Одноклассниках». До этого периода канал не вещал в социальных сетях.

## Руководители

### Генеральные директора
- Владислав Листьев (1995)[105]
- Сергей Благоволин (1995—1997)[105]
- Ксения Пономарёва (1997—1998)[105]
- Игорь Шабдурасулов (1998—1999)[105][106]
- Константин Эрнст (с 1999)[105]

### Генеральные продюсеры
- Владимир Максимов (1995)[107]
- Константин Эрнст (1995—2001)[108]
- Александр Файфман (с 2001)

### Председатели совета директоров
- Александр Яковлев (1995—1998, с 1998 по 2001 год находился в Совете директоров ОРТ как почётный председатель)
- Виталий Игнатенко (1998—2001)[109]
- Михаил Пиотровский (2001—2005)[110][111]
- Сергей Нарышкин (2005—2009)[112]
- Сергей Собянин (2009—2010)[113][114]
- Анатолий Торкунов (2011—2020)[115]
- Максим Орешкин (с 2020)[116]

### Руководители пресс-службы
- Григорий Симанович (1995—2000)[117][118]

### Руководители аналитической дирекции
- Марат Гельман (2002—2004)[119]

## Подразделения и их директора

### Основные
- Служба Генерального директора — Марина Даниелян[120]
- Дирекция информационных программ — Кирилл Клеймёнов[121]
- Дирекция общественно-политического вещания — Людмила Кажуро-Снигирёва[122]
- Дирекция научно-популярных программ — Андрей Цвинтарный[123]
- Дирекция документального кино — Светлана Колосова[124]
- Дирекция социальных и публицистических программ — Андрей Писарев[125]
- Дирекция спецпроектов — Наталья Никонова[126]
- Дирекция Главного продюсера музыкальных и развлекательных программ — Юрий Аксюта[127]
- Дирекция утреннего телеканала — Кирилл Рыбак[128]
- Дирекция кинопоказа — Сергей Титинков[129]
- Дирекция спортивного вещания — Ольга Черносвитова[130]

### Прочие
- Служба Генерального продюсера — Александр Файфман
- Дирекция программ — Сергей Соколов[131]
- Дирекция креативного планирования — Елена Афанасьева (в 2014—2021 годах)[132][133]
- Дирекция ОРТ-Дизайн — Евгений Райцес
- Дирекция кинопостпродакшна — Антон Ненашев[134]
- Дирекция оформления эфира — Алексей Шмаков[135]
- Дирекция сетей распространения программ — Валентина Удалова[136]
- Юридическая служба — Дмитрий Орлов[137]
- Дирекция по рекламе — Сергей Кувалдин
- Служба стратегических проектов — Ирина Прохорова
- Дирекция стратегических исследований телеаудитории
- Дирекция международного вещания («Первый канал. Всемирная сеть»)

## Кинопроекты
«Первый канал» участвовал в съёмке и продвижении некоторых российских фильмов:
- «Блокпост» (1998)
- «Мама» (1999)[138]
- «Особенности национальной охоты в зимний период» (2000)
- «Раскалённая суббота» (2002)
- «72 метра» (2004)
- «Свои» (2004)
- «Ночной дозор» (2004)
- «Незнайка и Баррабасс» (2004)[139]
- «Турецкий гамбит» (2005)
- «Статский советник» (2005)
- «Дневной дозор» (2005)
- «Грозовые ворота» (2006)
- «Князь Владимир» (2006)
- «Ирония судьбы. Продолжение» (2007)
- «Игра» (2008)
- «Адмиралъ» (2008)
- «Любовь-морковь 2» (2008)
- «Про Федота-стрельца, удалого молодца» (2008)[140]
- «Каникулы строгого режима» (2009)
- «Ёлки» (2010)
- «Край» (2010)
- «Щелкунчик и Крысиный Король» (2011)
- «Высоцкий. Спасибо, что живой» (2011)
- «Zолушка» (2012)
- «Август восьмого» (2012)
- «Ку! Кин-дза-дза» (2013)
- «Викинг» (2016)
- «Время первых» (2017)
- «Крым» (2017)
- «Довлатов» (2018)
- «Собибор» (2018)
- «Несокрушимый» (2018)
- «Алла Пугачёва. Тот самый концерт» (2019)
- «Грех» (2019)
- «Давай разведёмся!» (2019)
- «Союз спасения» (2019)
- «Вызов» (2023)
- «Воздух» (2023)
- «Командир» (2024)
- «Любовь Советского Союза» (2024)[141]
- «Злой город» (2025)[142]
- «Август» (2025)

## Благотворительность
С 1990-х годов ОРТ, а затем «Первый канал» участвовал в благотворительных проектах. Системный подход к телеблаготворительности на телеканале сложился в начале 2010-х благодаря сотрудничеству с Русфондом в 2011—2020 годах и акции «Добрый свет» — благотворительному аукциону, в ходе которого телеканал впервые опробовал сбор средств через звонки и SMS на короткий номер. В рамках проекта «Русфонд на Первом» журналисты рассказывали истории подопечных фонда и помогали в сборе пожертвований. Только за первые 5 лет сотрудничества в 2011—2016 годах «Первый канал» собрал аудиторию в 14,7 млн доноров и собрал 4,1 млрд рублей для 3320 детей. На середину 2010-х годов доля пожертвований телезрителей составляла до 40 % в сборах Русфонда.
С 2012 года «Первый канал» направляет доход от зрительского голосования в шоу «Голос» (в том числе и в его вариациях) в благотворительные фонды. Каждый прямой эфир «Голоса» предваряется сюжетом программы «Время» об организации или людях, которые станут получателями пожертвований. Так, «Первый канал» помогал Фонду содействия решению проблем аутистов «Выход в Петербурге», фонду «Справедливая помощь», Российскому фонду помощи, Благотворительному фонду Константина Хабенского, православной службе помощи «Милосердие» и другим.
В 2013 году «Первый канал» провёл масштабный телемарафон для помощи пострадавшим от разрушительного наводнения на Дальнем Востоке и всего за день собрал 829,5 млн рублей.
В 2020 году «Первый канал» запустил долгосрочный благотворительный проект «Всем миром», в котором взял на себя роль фонда фондов. Телеканал оказывает адресную помощь и предоставляет публичную площадку небольшим региональным благотворительным организациям и помогает им со сбором средств. В числе других многолетних благотворительных инициатив канала — «Первый в армии» (с 1996 года) и «Первый — детям» (с 2003 года).

## Критика

### Прогосударственная позиция
Как и другие телеканалы с государственным участием, в освещении общественно-политических тем «Первый канал» занимает близкую российским властям позицию. Во внешней политике это проявлялось в освещении событий на Украине (оранжевой революции 2004 года, выборов в Верховную Раду в 2007, Евромайдана в 2013—2014 годах), во внутриполитических вопросах — в игнорировании деятельности Алексея Навального (в том числе в ходе выборов мэра Москвы в 2013 году). Телеведущий Владимир Познер признавал, что сам составлял список людей, которые не могут стать гостями его шоу. Известен случай исчезновения видеосюжета о конкурсе «Краса Чечни — 2006» с участием предполагаемой второй жены главы Чечни Фатимы Хазуевой из архива телеканала после выхода расследования «Проекта» о семье Рамзана Кадырова.

### Ошибки в новостном вещании
Наблюдатели отмечали намеренные или сознательные неточности и искажения в материалах «Первого канала». Так, в 2013 году в качестве записи с места падения метеорита в Челябинской области было использовано ютуб-видео газового кратера Дарваза, в 2016 году в сюжете об игре Pokemon Go кадры протестов в пригороде Лос-Анджелеса были представлены как иллюстрация коллективной ловли покемонов (канал признал ошибку редакторов), а в 2020 году запись празднования Дня Республики Саха была использована в качестве иллюстрации поддержки поправок к Конституции РФ. 1 октября 2024 года в сюжете программы «Время», посвящённом массированному ракетному удару Ирана по Израилю, была показана видеозапись произошедшего в конце июля 2023 года удара беспилотника по Москве-Сити, которую выдали за удар по Тель-Авиву из-за наличия в видеозаписи титра на иврите. Как оказалось, видеозапись удара беспилотников по Москва-Сити с неверной атрибуцией изначально распространилась в англоязычных пропалестинских аккаунтах в Твиттере и на YouTube.
Отдельное внимание привлекали ошибки в сюжетах, затрагивающих политические темы: Pussy Riot (телеканал всерьёз подал шутку про раздачу денег за поддержку арт-групп из комедийного шоу Roche und Böhmermann немецкого канала ZDF), тему беженцев в Европе (предвзятая подача материала в серии сюжетов о процессе над иракским беженцем, обвиняемым в Австрии в сексуальном насилии над ребёнком), украинские события после Евромайдана (в сюжете о массовой эмиграции украинцев в Россию были использованы кадры с КПП на украинско-польской границе, в ходе освещения президентских выборов 2014 года в вечерних новостях была представлена «фейковая» таблица с результатами голосования). В 2018 году в сюжете о последствиях смены власти в Киеве для рядовых украинцев в роли участника Евромайдана, рассказавшего о невзгодах последних лет, выступил непричастный к событиям белорус. Как выяснилось, чтобы не переснимать дефектную запись, стрингеры попросили коллегу зачитать реплики героя интервью (телеканал принёс извинения).
Широкую известность приобрела история о мальчике, якобы распятом украинскими военными в ходе противостояния в Славянске, которую рассказала корреспонденту «Первого» беженка Галина Пышняк. После выхода сюжета выяснилось, что рассказ Пышняк не находит подтверждений, содержит нестыковки и является пересказом более ранней публикации в блоге праворадикального публициста Александра Дугина. Впоследствии Ирада Зейналова признала в телеэфире, что журналисты не нашли подтверждения словам Пышняк, однако архивный текст сюжета на сайте так и не был исправлен, а сама история превратилась в интернет-мем.

### Телефильмы, сериалы и телепередачи
Исторические фильмы и телесериалы, которые выходили в эфире «Первого канала», неоднократно критиковались за негативное освещение героев и событий советской эпохи, а также за ошибки и исторические несоответствия (критике подверглись такие телесериалы, как «Диверсант», «Диверсант. Конец войны», «Брежнев», «Есенин», «Гибель империи» и ряд других). Также объектом критики становились ток-шоу о сверхъестественном, в которых не было сделано акцента на ненаучности предмета обсуждения.

### Критика спортивного вещания
В 2000-х годах «Первый канал» подвергался критике за невнимательное отношение к спортивному вещанию: трансляции начинались с задержкой и вырезанными гимнами стран-участниц, прерывались рекламой, матчи выходили в записи в позднее время, а не прямом эфире. До 2006 года канал размещал свою рекламу поверх прямых трансляций, что приводило к конфликтам с организаторами и недовольству зрителей (по меньшей мере, один раз из-за такой вставки в трансляцию не попал забитый гол).

### Лишение аккредитации в Белоруссии
В мае 2020 года после нескольких материалов, посвящённых вспышке коронавируса в Белоруссии, МИД страны лишил аккредитации съёмочную группу «Первого канала», объявив утверждения о распространении заболевания враньём и информационной атакой.

## Санкции
20 августа 2014 года, после аннексии Крыма Россией, Украина запретила вещание 14 российских телеканалов в публичных и частных внутренних кабельных сетях, в числе которых «Россия-1», за «пропаганду войны и насилия».
На фоне вторжения России на Украину, 16 декабря 2022 года, Евросоюз приостановил лицензию и запретил вещание Первого канала в 27 странах Евросоюза.
8 мая 2022 года санкции против Первого канала ввели США, отмечая что канал прямо или косвенно контролируется государством, американским компаниям запрещается размещать рекламу и предоставлять оборудование для Первого канала.
7 июля 2022 года Канада ввела санкции в отношении Первого канала, включив его в санкционный список «российских структур дезинформации» за содействие и поддержку «неспровоцированного и необоснованного вторжения России в Украину».
19 октября 2022 года санкции ввела Украина, так как канал формирует и распространяет «новостной контент в соответствии с кремлевской политикой для целей оправдания действий России».

## Награды и достижения
- С момента создания телеканала его сотрудники и проекты неоднократно получали награды ТЭФИ. По количеству статуэток ОРТ/«Первый канал» нередко становился лидером среди других участников (в частности, на церемониях за 2001, 2009, 2010 и 2015 годы)[223][224][225][226].
- 2001 — на вручении премии бизнеса и предпринимательства «Бизнес-Олимп» ОРТ был признан «Телевизионным каналом года»[227].
- 2002 — коллектив журналистов ОРТ был награждён памятным знаком «За содействие МВД» за информационное освещение контртеррористической операции на территории Северо-Кавказского региона[228].
- 2002 — студия «ОРТ-Дизайн» получила серебро на конкурсе PromaxBDA за лучшее оформление программ «Новости» и «Время»[229]. Второй раз «Первый канал» получил награду за оформление новостного пространства уже в 2009 году. В 2012 году канал получил награду в номинации «Имиджевая рекламная кампания» той же премии за продвижение проекта Focus on Russia на телефоруме MIPCOM в Каннах. Продюсером проекта стал Константин Эрнст[230]. В 2014 году Первый канал завоевал первое место в номинации Lower Third Promotion за промо шоу «Вышка» и второе место в номинации Made-For-Television-Movie-Spot за промо ролик сериала «Убийство на пляже»[231]. В 2016 году канал получил «серебро» и «бронзу» в номинации Promotional Mobile Application за промо «Телевизор» и «Теплица» соответственно[232].
- 2009 — Президент России Дмитрий Медведев наградил грамотами сотрудников канала «За активное участие в подготовке и проведении конкурса эстрадной песни „Евровидение-2009“». Награды удостоены: Константин Эрнст, Юрий Аксюта, Андрей Болтенко, Роман Бутовский, Валерий Виноградов[233].
- 2010 — канал выступил соучредителем Премии имени Владислава Листьева[234].
- 2013 — награда «Инновации года» от крупнейшего в мире спутникового оператора связи Eutelsat. «Первый» одним из первых федеральных российских телеканалов перешёл на новый формат высокой чёткости (HDTV), обеспечивающий улучшенное качество изображения и многоканальное объёмное звучание[235].
- 2014 — «Первый канал» за трансляцию зимних Олимпийских игр получил Премию имени Владимира Зворыкина. Награда учреждена Национальной ассоциацией телерадиовещателей при поддержке Роспечати, её вручают за достижения в области развития телевидения[236].
- 2017 — коллектив канала получил Правительственную премию с наградой 1 млн рублей за организацию трансляции военно-морского парада в Санкт-Петербурге[237].
- 2018 — президент Владимир Путин наградил коллектив «Первого канала» «За большой вклад в развитие отечественного телевидения и многолетнюю добросовестную работу», 10 сотрудников получили орден «За заслуги перед Отечеством», 6 — почётное звание заслуженного работника культуры РФ[238]; в этом же году творческая группа канала победила в номинации «Лучшие кадры» всероссийского фестиваля «Медиа-Ас»[239].
- Кроме того, сотрудники канала неоднократно получали премии «Золотое перо России»[240][241], а директор Константин Эрнст — орден «За заслуги перед Отечеством» за большой вклад в развитие телевидения[241][242][243].